# Sportbahnen Pischa
Die Sportbahnen Pischa AG (LDP) sind ein Schweizer Tourismusunternehmen und Betreiber eines Wintersportgebietes im Davoser Flüelatal.

## Geschichte
Anfang der 1960er-Jahre gab es ersten Überlegungen der Davos Parsennbahn AG als Entlastung ihres Hauptskigebietes ein völlig neues Gebiet zu erschliessen. Die Wahl fiel schliesslich auf die Südwesthänge des Flüelatals.
Das 1963 bei den Behörden eingereichte Projekt sah eine Bahn mit drei Sektionen zum Pischahorn vor, musste aber zurückgezogen werden, da das Gebiet für Schiessübungen genutzt wurde. Daraufhin wurde ein neues Projekt eingereicht, welches eine Pendelbahn mit zwei Sektionen zum Pischagrat umfasste. Aus wirtschaftlichen Gründen wurde dieses nochmals redimensioniert auf eine Pendelbahn mit nur einer Sektion von einer Talstation im Bereich Dörfji an der Flüelapass-Strasse auf 1808 m zum Mitteltälli unterhalb des Pischagrats auf 2491 m. Schliesslich wurden 1967 die Sportbahnen Pischa AG gegründet als Tochterunternehmen der Parsennbahnen. Zu diesem Zeitpunkt war das Flüelatal noch nicht elektrifiziert. Deswegen musste hier erst die entsprechende Infrastruktur geschaffen werden, bevor man mit dem Bau der Seilbahnen beginnen konnte.
Im Jahr 1967 folgte die Eröffnung der Pendelbahn, welche durch von Roll gebaut worden war. Ausserdem wurden zwei Schlepplifte im Mitteltälli und auf der Flüelamäder von Garaventa in Betrieb genommen. 1973 wurde ein dritter Schlepplift von Garaventa zum Mittelgrat gebaut. 1993 erfolgte der Ausbau des Mitteltälli-Liftes zu einem Doppelschlepplift mit einer entsprechend höheren Kapazität.
Ende der 1990er-Jahre gerieten die Sportbahnen Pischa wie ihr Mutterunternehmen in wirtschaftliche Schwierigkeiten. So kam es zu einer Konsolidierung der Bergbahnunternehmen in Davos, wobei die Beteiligung von 52,86 % der Parsennbahnen an den Sportbahnen Pischa zu den 2003 fusionierten Davos Klosters Bergbahnen AG kam. Im Rahmen einer neuen Strategie richtete man sich nun mehr auf alternative Wintersportarten und das Freeriden aus. So erfolgte 2005 die Schliessung des Mittelgrat-Liftes, und 2015 jene des Flüelameder- und des Mitteltälliliftes.